# Álvaro Gutiérrez (football)
Pour les articles homonymes, voir Álvaro Gutiérrez et Gutiérrez.
Álvaro Eduardo Gutiérrez Felscher, né le 21 juillet 1968 à Montevideo en Uruguay, est un joueur de football international uruguayen. Il évoluait au poste de milieu de terrain, avant de devenir entraîneur.

## Biographie

### Carrière de joueur

#### Carrière en club
Au cours de sa carrière en club, il remporte deux championnats d'Uruguay.
Il joue par ailleurs 86 matchs dans les divisions professionnelles espagnoles.

#### Carrière en sélection
Avec l'équipe d'Uruguay, il joue 38 matchs (pour un but inscrit) entre 1991 et 1997. 
Il figure dans le groupe des sélectionnés lors des Copa América de 1991, de 1993 et de 1995. La sélection uruguayenne remporte la compétition en 1995 en battant le Brésil.
Il joue également 11 matchs comptant pour les tours préliminaires de la coupe du monde, lors des éditions 1994 et 1998.

### Carrière d'entraîneur
En octobre 2023, Álvaro Gutiérrez quitte son poste d'entraîneur du Nacional et est remplacé par Álvaro Recoba.

## Palmarès

### Palmarès de joueur
| \| Bella Vista - Championnat d'Uruguay (1) : - Champion : 1990. \| \| Club Nacional - Championnat d'Uruguay (1) : - Champion : 1992. \| |  | Uruguay - Copa América (1) : - Vainqueur : 1995.               |
| Bella Vista - Championnat d'Uruguay (1) : - Champion : 1990.                                                                            |  | Club Nacional - Championnat d'Uruguay (1) : - Champion : 1992. |

### Palmarès d'entraîneur
Club Nacional
- Championnat d'Uruguay (1) :
  - Champion : 2014-15.